# Ananasfibrer

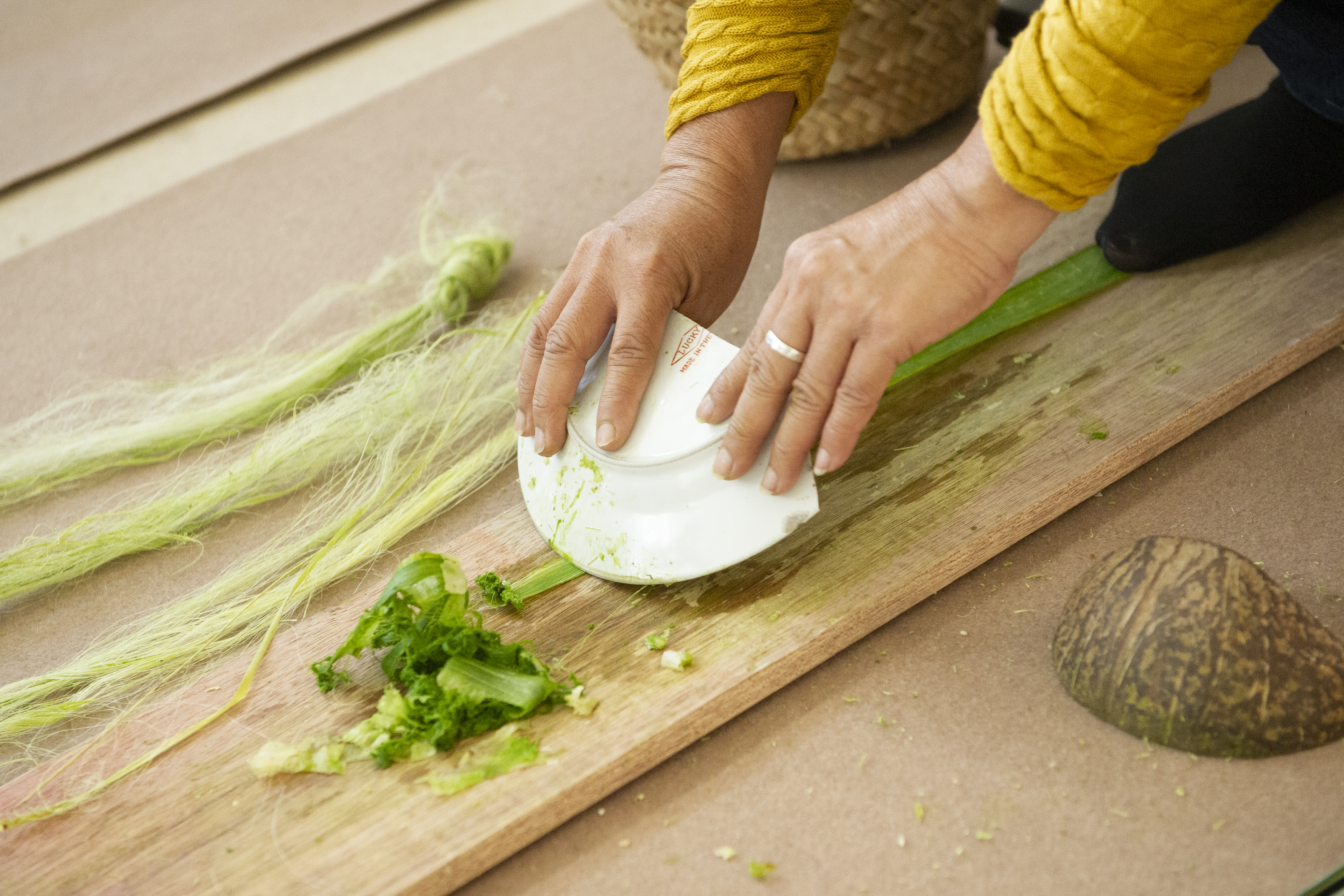
Ananasfibrer bereds i Filippinerna.

Ananasfibrer är fibrer som erhålls ur bladen på olika arter ur familjen ananasväxter (Bromeliaceae). Fibrerna är cirka 150 centimeter långa och vita eller blekgula med hög draghållfasthet. De utnyttjas som ersättning för jute, sisal och manilla.